# Schürzen
Schürzen – osłony boczne, używane od 1943 roku przez czołgi i działa samobieżne III Rzeszy w czasie II wojny światowej. Początkowo były wykonywane z 8 mm blachy stalowej. Pełniły funkcję osłon przed rusznicami ppanc oraz pociskami kumulacyjnymi.

## Thomma Schürzen

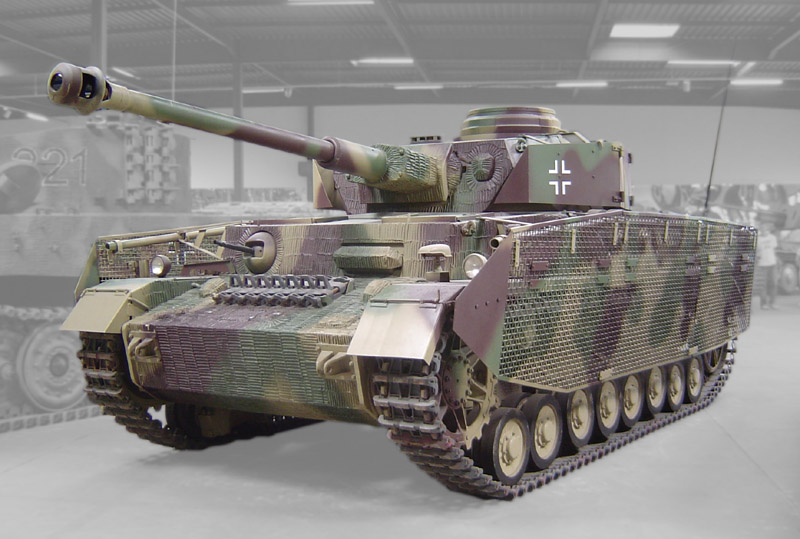
PzKpfw IV Ausf. H wyposażony w ekran z siatki stalowej

Były to ekrany z siatki stalowej, chroniące pojazd przed pociskami kumulacyjnymi (PIAT, Bazooka). Używane od listopada 1944 roku zamiast zwykłych osłon Schürzen.